# Be My Baby (원더걸스의 노래)
"Be My Baby"는 대한민국의 걸 그룹 원더걸스의 두 번째 정규음반인 Wonder World의 타이틀 곡이다. 이 노래는 원더걸스의 음악적 뿌리인 소울 음악을 현대식 Up tempo로 재해석 한 곡으로, 원더걸스의 미국 TV드라마 ‘WonderGirls at the Apollo’의 OST곡이기도 하다. "Be My Baby"는 발매가 이루어지자 각종 음원 사이트와 가요프로그램에서 1위를 차지하였다. 또한, 네티즌이 뽑은 11월 멜론 최고 인기곡으로 선정되기도 하였다.

## 가사
사랑하는 사람에게 전하는 달콤한 고백을 담은 가사는 애절하지만 수줍지 않으며, 원더걸스의 톡톡 튀는 매력과 어우러져 사랑에 빠진듯한 벅찬 행복과 두근거림을 전한다.

## 순위 및 수상 기록
- 2011년 11월 - 네티즌 선정 멜론 최고 인기곡

- M.net 《M! Countdown》
  - 2011년 11월 17일 1위
  - 2011년 11월 24일 1위 (2주 연속)

- SBS 《인기가요》 ‘뮤티즌 송’[1]
  - 2011년 11월 27일 수상
  - 2011년 12월 4일 수상
  - 2011년 12월 11일 수상

- 채널 A 《K POPCON》
  - 2011년 12월 10일 1위